# Hohenhenningen
Hohenhenningen gehört zur Ortschaft Neuendorf und ist ein Ortsteil der Stadt Klötze im Altmarkkreis Salzwedel in Sachsen-Anhalt.

## Geographie
Hohenhenningen liegt drei Kilometer südwestlich von Neuendorf und vier Kilometer nördlich von Klötze in der Altmark. Im Osten fließt die Purnitz. Es ist ein nach Nordosten erweitertes Rundplatzdorf mit Kirche auf dem Platz.

## Geschichte

### Mittelalter bis Neuzeit
Das Dorf Hohenhenningen wird im Jahre 1264 erstmals erwähnt als ville Hennighe prope Abbenburch in Marchio site. Im Jahre 1319 wird der Ort henninghe genannt, als Ritter Johann von Kröcher bekundet, die Kapelle St. Marie Magdalenä auf dem Berge bei Klötze den Pfarrer des Ortes verliehen zu haben. 1344 ist die Rede von in villa Henninghe non longa sita a Klotzen und 1362 von in villa Hennighe prope castrum clotze. Im Landbuch der Mark Brandenburg von 1375 wird das Dorf als Henningen aufgeführt. Weitere Nennungen des Ortes sind: 1394 in dem dorpe to hennynge, 1541 Hennig bei Appenborg und 1687 Henning bey Clötzen. Erst im Jahre 1804 heißt der Ort Hohen=Henningen bei Klötzen.
Die Magdalenenkapelle lag nach Angaben von Wilhelm Zahn etwa einen Kilometer östlich des Dorfes nördlich von der Wüstung Berenkath auf einer Anhöhe und ist nach der Reformation eingegangen.
In einer Kiesgrube etwa 900 südwestlich des Dorfes wurden um 1897 ein Gräberfeld des 8./9. Jahrhunderts entdeckt. Der Kiesberg bildete eine hervorragenden Vorsprung in das Purnitztal und wurde auch der Kerkberg genannt. Dort scheint die Kapelle gestanden zu haben. Die Fundstelle (Kiesgrube) ist zugeschoben und somit nicht mehr vorhanden.
Andererseits schreibt Johann Friedrich Danneil: In der Ackerbreite des Dorfes Hohen Henningen, eine Meile südlich von Groß Apenburg, die Kirchberge genannt, lag der Sage nach das Dorf Mallehn.

### Herkunft des Ortsnamens
Franz Mertens erläuterte den Ortsnamen so: Henning ist ein Personenname für Hagano oder Heino. Das könnte heißen Hagan vom Stamme Hag, wobei hag im Althochdeutschen Einhegung bedeutet.

### Eingemeindungen
Bis 1807 gehörte das Dorf zum Salzwedelischen Kreis der Mark Brandenburg in der Altmark. Danach lag es ab 1807 im Kanton Brome und ab 1808 bis 1813 im Kanton Jübar auf dem Territorium des napoleonischen Königreichs Westphalen. Ab 1816 gehörte die Gemeinde zum Kreis Salzwedel, dem späteren Landkreis Salzwedel.
Am 25. Juli 1952 wurde Gemeinde Hohenhenningen in den Kreis Klötze umgegliedert. Am 1. Januar 1973 wurde die Gemeinde Siedentramm nach Hohenhenningen eingemeindet. Am 14. April 1994 wurde die Gemeinde Hohenhenningen selbst aufgelöst und mit ihrem Ortsteil Siedentramm nach Neuendorf eingemeindet. Mit der Eingemeindung von Neuendorf nach Klötze am 1. Januar 2010 kamen die Ortsteile Hohenhenningen und Siedentramm zur Stadt Klötze zur neu errichteten Ortschaft Neuendorf.

### Einwohnerentwicklung
| Jahr | Einwohner |
| ---- | --------- |
| 1734 | 094       |
| 1774 | 109       |
| 1789 | 091       |
| 1798 | 093       |
| 1801 | 095       |
| 1818 | 118       |
| 1840 | 148       |
| 1864 | 157       |

| Jahr | Einwohner |
| ---- | --------- |
| 1871 | 158       |
| 1885 | 162       |
| 1892 | [00]168   |
| 1895 | 171       |
| 1900 | [00]158   |
| 1905 | 169       |
| 1910 | [00]173   |
| 1925 | 194       |

| Jahr | Einwohner |
| ---- | --------- |
| 1939 | 179       |
| 1946 | 258       |
| 1964 | 212       |
| 1971 | 172       |
| 1981 | 212       |
| 1993 | 228       |
| 2018 | [00]137   |
| 2020 | [00]131   |

| Jahr | Einwohner |
| ---- | --------- |
| 2021 | [00]130   |
| 2022 | [0]129    |
| 2023 | [0]127    |

Quelle, wenn nicht angegeben, bis 1993:

## Religion
Die evangelischen Christen der Kirchengemeinde Hohenhenningen, die früher zur Pfarrei Hohenhenningen gehörte, werden heute betreut vom Pfarrbereich Klötze im Kirchenkreis Salzwedel im Bischofssprengel Magdeburg der Evangelischen Kirche in Mitteldeutschland.
Die ältesten überlieferten Kirchenbücher für Hohenhenningen stammen aus dem Jahre 1652.

## Kultur und Sehenswürdigkeiten
- Die evangelische Dorfkirche Hohenhenningen ist ein dreiseitig geschlossener Backsteinbau aus dem Jahre 1874 mit einem quadratischen Westturm mit einer Orgel.[20]
- Vor der Kirche steht ein Quader aus Feldsteinen, oben ein Findling mit den Namen der Gefallenen aus dem 1. Weltkrieg, davor ein Podest mit Gedenktafel für die Gefallenen aus dem 2. Weltkrieg.[21]
- In Hohenhenningen gibt es ein Dorfgemeinschaftshaus.
- Ein gibt einen Verein im Ort, den Sportverein SV 97 Hohenhenningen e. V.